# Peter Gorissen
Peter Gorissen (Anderlecht, 20 april 1955 – 20 oktober 2024) was een Vlaamse acteur en theaterregisseur.
Gorissen studeerde af aan de Studio Herman Teirlinck in Antwerpen (1973-1977) en schoolde zich bij in method acting aan de University of California in Los Angeles: Master of Fine Arts in Acting (1979-1981). Daarna volgde hij een opleiding aan de Faculteit voor Mens en Samenleving te Turnhout tot Groepsprocesbegeleider (1981-1983). 
Gorissen werd nadien zelf docent, zowel aan de Studio, als aan het Conservatorium van Antwerpen en voor opleidingen in Amsterdam en Arnhem.
Hij speelde vele theatervoorstellingen, met rollen in onder meer de theaterstukken Rocky Horror Show, 10 sterren, 10 sterren, Het gezin van Paemel, Kapai-Kapai, Rats, Eendagswezens, Katarakt, Het laatste uur, U - Razende Stilstand, Mefisto for ever en aXes.
Hij regisseerde meerdere producties, waaronder Charkawa, Ali, de 1001 nachtmerrie en Oidipoes. In 2010 regisseerde en speelde hij op Het Theaterfestival in de Antwerpse Monty de theatermonoloog Kermis in de hel.
Gorissen speelde rollen in de langspeelfilms Man van staal van Vincent Bal, Olivetti 82 van Rudi Van Den Bossche, De Hel van Tanger van Frank Van Mechelen, Dossier K. van Jan Verheyen en Offline van Peter Monsaert. Daarnaast had hij ook gastrollen in televisieseries als Heterdaad, Recht op Recht, De Smaak van De Keyser, Code 37, Witse, Duts, Zone Stad, Vriendinnen en De twaalf.
In 1996 en 1997 regisseerde hij de Nederlandse televisieserie Fort Alpha.

## Filmografie (selectie)
- 1999: Man van staal van Vincent Bal als Victors oom
- 2001: Olivetti 82 van Rudi Van Den Bossche als Jacobs
- 2006: De Hel van Tanger van Frank Van Mechelen als Rudy Vermeersch
- 2009: Dossier K. van Jan Verheyen als advocaat Waldack
- 2012: Offline van Peter Monsaert als eigenaar wassalon
- 2019: De Laatste Dagen van Rutger Denaet als man koppel